# Долни Љесков
Долни Љесков (слч. Dolný Lieskov) насељено је мјесто са административним статусом сеоске општине (слч. obec) у округу Повашка Бистрица, у Тренчинском крају, Словачка Република.

## Становништво
| Година:    | 1994. | 2004.   | 2014.   | 2024.   |
| ---------- | ----- | ------- | ------- | ------- |
| Број људи: | 726   | 773     | 819     | 793     |
| Разлика:   |       | +6,47 % | +5,95 % | -3,17 % |

| Година:    | 2023. | 2024.   |
| ---------- | ----- | ------- |
| Број људи: | 809   | 793     |
| Разлика:   |       | -1,97 % |

Према подацима о броју становника из 2024. године насеље је имало 793 становника.